# (18776) Coulter
(18776) Coulter (1999 JP39) – planetoida z grupy pasa głównego asteroid okrążająca Słońce w ciągu 3,36 lat w średniej odległości 2,24 j.a. Odkryta 10 maja 1999 roku.